# Khúc côn cầu trên cỏ tại Đại hội Thể thao châu Á 2018 – Giải đấu Nam
Giải đấu nam khúc côn cầu trên cỏ tại Đại hội Thể thao châu Á 2018 được tổ chức tại Sân khúc côn cầu Gelora Bung Karno, Jakarta, Indonesia, từ ngày 20 tháng 8 đến ngày 1 tháng 9 năm 2018.

## Lịch thi đấu
| SL | Vòng sơ loại | ½ | Bán kết | HCĐ | Tranh huy chương Đồng | HCV | Tranh huy chương Vàng |

| Thứ 2 20/8 | Thứ 3 21/8 | Thứ 4 22/8 | Thứ 5 23/8 | Thứ 6 24/8 | Thứ 7 25/8 | CN 26/8 | Thứ 2 27/8 | Thứ 3 28/8 | Thứ 4 29/8 | Thứ 5 30/8 | Thứ 6 31/8 | Thứ 7 1/9 | Thứ 7 1/9 |
| ---------- | ---------- | ---------- | ---------- | ---------- | ---------- | ------- | ---------- | ---------- | ---------- | ---------- | ---------- | --------- | --------- |
| SL         |            | SL         |            | SL         |            | SL      |            | SL         |            | ½          |            | HCĐ       | HCV       |

## Các đội đủ điều kiện
| Giải đấu diễn ra vòng loại        | Ngày                             | Địa điểm | Số đội | Đội vượt qua vòng loại                                         |
| --------------------------------- | -------------------------------- | -------- | ------ | -------------------------------------------------------------- |
| Chủ nhà                           | 19 tháng 9 năm 2014              | Incheon  | 1      | Indonesia                                                      |
| Đại hội Thể thao châu Á 2014      | 20 tháng 9 – 2 tháng 10 năm 2014 | Incheon  | 5      | Ấn Độ · Pakistan · Hàn Quốc · Malaysia · Trung Quốc · Nhật Bản |
| Vòng loại Đại hội Thể thao châu Á | 8–17 tháng 3 năm 2018            | Muscat   | 4      | Oman · Bangladesh · Sri Lanka · Thái Lan · Đài Bắc Trung Hoa   |
| Tái phân bổ                       | —                                | —        | 2      | Kazakhstan · Hồng Kông                                         |
| Total                             | Total                            | Total    | 12     |                                                                |

## Chia bảng
Các đội được xếp hạt giống dựa trên hệ thống serpentine theo Bảng xếp hạng Thế giới FIH tính đến tháng 7 năm 2018.
| Bảng A         | Bảng B          |
| -------------- | --------------- |
| Ấn Độ (5)      | Malaysia (12)   |
| Hàn Quốc (14)  | Pakistan (13)   |
| Nhật Bản (16)  | Bangladesh (31) |
| Sri Lanka (38) | Oman (33)       |
| Hồng Kông (45) | Thái Lan (47)   |
| Indonesia (–)  | Kazakhstan (86) |

## Vòng sơ loại
Tất cả các giờ đều là Giờ miền Tây Indonesia (UTC+07:00)

### Bảng A
| VT | Đội           | ST | T | H | B | ĐT | ĐB | HS  | Đ  | Giành quyền tham dự |
| -- | ------------- | -- | - | - | - | -- | -- | --- | -- | ------------------- |
| 1  | Ấn Độ         | 5  | 5 | 0 | 0 | 76 | 3  | +73 | 15 | Bán kết             |
| 2  | Nhật Bản      | 5  | 4 | 0 | 1 | 30 | 11 | +19 | 12 | Bán kết             |
| 3  | Hàn Quốc      | 5  | 3 | 0 | 2 | 39 | 8  | +31 | 9  | Trận tranh hạng 5   |
| 4  | Sri Lanka     | 5  | 2 | 0 | 3 | 7  | 41 | −34 | 6  | Trận tranh hạng 7   |
| 5  | Indonesia (H) | 5  | 1 | 0 | 4 | 5  | 40 | −35 | 3  | Trận tranh hạng 9   |
| 6  | Hồng Kông     | 5  | 0 | 0 | 5 | 3  | 57 | −54 | 0  | Trận tranh hạng 11  |

| 20 tháng 8 năm 2018 10:00 |

| Hàn Quốc                                                                                     | 11–0    | Hồng Kông |
| -------------------------------------------------------------------------------------------- | ------- | --------- |
| Jeong 4', 26', 34' · Jang 13', 21', 33', 54' · Seo 20' · Kim Se. 39' · Yang 57' · Kim J. 60' | Báo cáo |           |

| Trọng tài: Saleh Al-Balushi (OMA) Rawi Anbananthan (MAS) |

| 20 tháng 8 năm 2018 14:00 |

| Nhật Bản | 11–0    | Sri Lanka |
| --- | ------- | --------- |
| Zendana 2' · Ke. Tanaka 9', 19' · Yamashita 11' · Yamasaki 13', 28' · Mitani 14' · Murata 32', 34', 54' · Kirishita 52' | Báo cáo |           |

| Trọng tài: Gareth Greenfield (NZL) Salim Lucky (BAN) |

| 20 tháng 8 năm 2018 20:00 |

| Ấn Độ | 17–0    | Indonesia |
| --- | ------- | --------- |
| Rupinder 1', 3' · Dilpreet 7', 30', 32' · Akashdeep 10' · Simranjeet 13', 38', 53' · S. V. Sunil 25' · Prasad 27' · Mandeep 30', 45', 49' · Harmanpreet 31' · Lalit 45' · Amit 54' | Báo cáo |           |

| Trọng tài: Narongtuch Subboonsung (THA) Hafiz Atif Latif (PAK) |

| 22 tháng 8 năm 2018 12:00 |

| Hàn Quốc                                                                              | 8–0     | Sri Lanka |
| ------------------------------------------------------------------------------------- | ------- | --------- |
| Kim Se. 5' · Kim J. 7' · Hwang W. 9' · Bae J. 14' · Jang 32', 42', 44' · Hwang T. 52' | Báo cáo |           |

| Trọng tài: You Suolong (CHN) Saleh Al-Balushi (OMA) |

| 22 tháng 8 năm 2018 14:00 |

| Ấn Độ | 26–0    | Hồng Kông |
| --- | ------- | --------- |
| Akashdeep 2', 32', 39' · Manpreet 3', 17' · Rupinder 3', 5', 45+', 60' · S. V. Sunil 7' · Prasad 14' · Lalit 17', 19', 35', 55' · Mandeep 21' · Varun 23', 30+' · Amit 27' · Harmanpreet 29', 52', 53', 55' · Dilpreet 48' · Chinglensana 51' · Simranjeet 53' | Báo cáo |           |

| Trọng tài: Rawi Anbananthan (MAS) Narongtuch Subboonsong (THA) |

| 22 tháng 8 năm 2018 18:00 |

| Indonesia  | 1–3     | Nhật Bản                                  |
| ---------- | ------- | ----------------------------------------- |
| Rahmad 18' | Báo cáo | Zendana 14' · Murata 43' · Ke. Tanaka 49' |

| Trọng tài: Salim Lucky (BAN) Ilanggo Kanabathu (MAS) |

| 24 tháng 8 năm 2018 14:00 |

| Indonesia | 0–15    | Hàn Quốc |
| --------- | ------- | --- |
|           | Báo cáo | Kim J-h 9', 35', 56' · Jang J 9', 30', 45' · Jung M 20', 46', 59' · Seo I 25', 58', 59' · Rim J 49' · Yang J 54' · Kim S-k 56' |

| Trọng tài: Narongtuch Subboonsung (THA) Hafiz Atif Latif (PAK) |

| 24 tháng 8 năm 2018 18:00 |

| Sri Lanka                                                    | 4–1     | Hồng Kông |
| ------------------------------------------------------------ | ------- | --------- |
| Kulathunga 7' · Rathnayake 26' · Sudusinghe 51' · Gedara 55' | Báo cáo | Iu 54'    |

| Trọng tài: Salim Lucky (BAN) Saleh Al-Balushi (OMA) |

| 24 tháng 8 năm 2018 20:00 |

| Nhật Bản | 0–8     | Ấn Độ                                                                                             |
| -------- | ------- | ------------------------------------------------------------------------------------------------- |
|          | Báo cáo | S. V. Sunil 7' · Dilpreet 12' · Rupinder 17', 38' · Mandeep 32', 57' · Akashdeep 46' · Prasad 47' |

| Trọng tài: Ilanggo Kanabathu (MAS) Federico Garcia (URU) |

| 26 tháng 8 năm 2018 10:00 |

| Sri Lanka                            | 3–1     | Indonesia |
| ------------------------------------ | ------- | --------- |
| Sudusinghe 24' · Ranasinghe 42', 54' | Báo cáo | Hakim 38' |

| Trọng tài: Ilanggo Kanabathu (MAS) Salim Lucky (BAN) |

| 26 tháng 8 năm 2018 12:00 |

| Hồng Kông | 0–13    | Nhật Bản |
| --------- | ------- | --- |
|           | Báo cáo | S. Tanaka 10' · Ka. Tanaka 10', 29' · Ke. Tanaka 22', 38' · Zendana 24' · Ochiai 27' · Yamasaki 30', 41' · Fukuda 44', 51' · Murata 47' · Yamada 59' |

| Trọng tài: You Suolong (CHN) Hafiz Atif Latif (PAK) |

| 26 tháng 8 năm 2018 18:00 |

| Hàn Quốc                         | 3–5     | Ấn Độ                                                                    |
| -------------------------------- | ------- | ------------------------------------------------------------------------ |
| Jung M-j 33', 35' · Jang J-h 60' | Báo cáo | Rupinder 1' · Chinglensana 5' · Lalit 16' · Manpreet 49' · Akashdeep 56' |

| Trọng tài: Rawi Anbananthan (MAS) Gareth Greenfield (NZL) |

| 28 tháng 8 năm 2018 10:00 |

| Hồng Kông          | 2–3     | Indonesia                             |
| ------------------ | ------- | ------------------------------------- |
| Siu 26' · Tsoi 60' | Báo cáo | Prastyo 13' · Aunalal 39' · Ardam 41' |

| Trọng tài: Hafiz Atif Latif (PAK) Salim Lucky (BAN) |

| 28 tháng 8 năm 2018 16:00 |

| Ấn Độ | 20–0    | Sri Lanka |
| --- | ------- | --------- |
| Rupinder 2', 52', 53' · Harmanpreet 6', 22', 33' · Akashdeep 10', 11', 18', 23', 33', 43' · Prasad 32' · Mandeep 36', 44', 59' · Amit 38' · Dipreet 53' · Lalit 58', 59' | Báo cáo |           |

| Trọng tài: Ilanggo Kanabathu (MAS) Saleh Al-Balushi (OMA) |

| 28 tháng 8 năm 2018 20:00 |

| Nhật Bản             | 3–2     | Hàn Quốc             |
| -------------------- | ------- | -------------------- |
| Murata 28', 46', 49' | Báo cáo | Kim J 39' · Jang 48' |

| Trọng tài: Rawi Anbananthan (MAS) Gus Soteriades (USA) |

### Bảng B
| VT | Đội        | ST | T | H | B | ĐT | ĐB | HS  | Đ  | Giành quyền tham dự |
| -- | ---------- | -- | - | - | - | -- | -- | --- | -- | ------------------- |
| 1  | Pakistan   | 5  | 5 | 0 | 0 | 45 | 1  | +44 | 15 | Bán kết             |
| 2  | Malaysia   | 5  | 4 | 0 | 1 | 41 | 6  | +35 | 12 | Bán kết             |
| 3  | Bangladesh | 5  | 3 | 0 | 2 | 11 | 15 | −4  | 9  | Trận tranh hạng 5   |
| 4  | Oman       | 5  | 2 | 0 | 3 | 7  | 19 | −12 | 6  | Trận tranh hạng 7   |
| 5  | Thái Lan   | 5  | 1 | 0 | 4 | 4  | 27 | −23 | 3  | Trận tranh hạng 9   |
| 6  | Kazakhstan | 5  | 0 | 0 | 5 | 5  | 45 | −40 | 0  | Trận tranh hạng 11  |

| 20 tháng 8 năm 2018 12:00 |

| Pakistan                                                                                    | 10–0    | Thái Lan |
| ------------------------------------------------------------------------------------------- | ------- | -------- |
| Arshad 15', 50' · Irfan 22' · Atiq 23', 39', 43' · Mahnood 31' · Ali 33' · Mahmood 42', 49' | Báo cáo |          |

| Trọng tài: Gus Soteriades (USA) Michihiko Watanabe (JPN) |

| 20 tháng 8 năm 2018 16:00 |

| Bangladesh                       | 2–1     | Oman           |
| -------------------------------- | ------- | -------------- |
| Hossain 14' · Ashraful Islam 28' | Báo cáo | Al-Shaaibi 23' |

| Trọng tài: Federico Garcia (URU) Javed Shaikh (IND) |

| 20 tháng 8 năm 2018 18:00 |

| Malaysia | 16–2    | Kazakhstan                      |
| --- | ------- | ------------------------------- |
| Fa. Saari 2', 43', 53' · Jali 6' · Rahim 8', 34', 43', 48', 56' · Nik Rozemi 9', 13' · Saabah 20', 21' · Hasan 23' · Syafiq 30' · Tajuddin 38' | Báo cáo | Yelubayev 14' · Abdulabayev 55' |

| Trọng tài: You Saolong (CHN) Dayan Dissanayake (SRI) |

| 22 tháng 8 năm 2018 10:00 |

| Kazakhstan    | 1–6     | Bangladesh                                                               |
| ------------- | ------- | ------------------------------------------------------------------------ |
| Tashkeyev 52' | Báo cáo | Rabby 11' · Mahmud 14' · Mainul Islam 19' · Rahman 32', 48' · Chayan 60' |

| Trọng tài: Raghu Prasad (IND) Michihiko Watanabe (JPN) |

| 22 tháng 8 năm 2018 16:00 |

| Malaysia | 10–0    | Thái Lan |
| --- | ------- | -------- |
| M.A. Hassan 6' · Fa. Saari 19' · Ashaari 19' · Rahim 21' · A. Hassan 27' · Saabah 28', 40' · Aideed 37' · Tajuddin 44' · Fi. Saari 57' | Báo cáo |          |

| Trọng tài: Kim Hong-lae (KOR) Dayan Dissanayake (SRI) |

| 22 tháng 8 năm 2018 20:00 |

| Pakistan                                                                                 | 10–0    | Oman |
| ---------------------------------------------------------------------------------------- | ------- | ---- |
| Bhutta 2' · Ahmad 15' · Irfan 34', 59' · Shan 37', 44', 55' · Dilber 40', 49' · Atiq 41' | Báo cáo |      |

| Trọng tài: Javed Shaikh (IND) Gareth Greenfield (NZL) |

| 24 tháng 8 năm 2018 10:00 |

| Oman                         | 2–0     | Thái Lan |
| ---------------------------- | ------- | -------- |
| Al-Shaaibi 6' · Al-Qasmi 55' | Báo cáo |          |

| Trọng tài: Kim Hong-lae (KOR) You Suolong (CHN) |

| 24 tháng 8 năm 2018 12:00 |

| Bangladesh | 0–7     | Malaysia                                                                               |
| ---------- | ------- | -------------------------------------------------------------------------------------- |
|            | Báo cáo | Rahim 18', 22' · Aideed 28' · Fa. Saari 31' · van Huizen 38' · Fiqri 44' · Ashaari 60' |

| Trọng tài: Raghu Prasad (IND) Gus Soteriades (USA) |

| 24 tháng 8 năm 2018 16:00 |

| Kazakhstan | 0–16    | Pakistan |
| ---------- | ------- | --- |
|            | Báo cáo | Arshad 2', 34', 47', 60' · Dilber 7' · Shan 13', 38' · Bhutta 15', 58' · Mahmood 29', 30', 38' · R. Ali 51', 55' · Atiq 59' · M. Ali 60+' |

| Trọng tài: Dayan Dissanayake (SRI) Michihiko Watanabe (JPN) |

| 26 tháng 8 năm 2018 14:00 |

| Oman                                                          | 4–0     | Kazakhstan |
| ------------------------------------------------------------- | ------- | ---------- |
| Al-Qasmi 14' · Al-Shibli 30' · Al-Shaaibi 49' · Al-Hasani 52' | Báo cáo |            |

| Trọng tài: Raghu Prasad (IND) Kim Hong-lae (KOR) |

| 26 tháng 8 năm 2018 16:00 |

| Thái Lan    | 1–3     | Bangladesh                   |
| ----------- | ------- | ---------------------------- |
| Harapan 47' | Báo cáo | Islam 35', 41' · Hossain 55' |

| Trọng tài: Javed Shaikh (IND) Michihiko Watanabe (JPN) |

| 26 tháng 8 năm 2018 20:00 |

| Pakistan                            | 4–1     | Malaysia |
| ----------------------------------- | ------- | -------- |
| Irfan 6' · Ahmad 38', 48' · Ali 43' | Báo cáo | Jali 11' |

| Trọng tài: Gus Soteriades (USA) Federico Garcia (URU) |

| 28 tháng 8 năm 2018 12:00 |

| Thái Lan                                  | 3–2     | Kazakhstan                      |
| ----------------------------------------- | ------- | ------------------------------- |
| Harapan 4' · Boon-Art 18' · Samoechai 22' | Báo cáo | Yelubayev 29' · Zhokenbayev 52' |

| Trọng tài: Dayan Dissanayake (SRI) You Suolong (CHN) |

| 28 tháng 8 năm 2018 14:00 |

| Malaysia                                                                     | 7-0     | Oman |
| ---------------------------------------------------------------------------- | ------- | ---- |
| Rahim 28' · Tajuddin 32', 45' · Fa. Saari 34', 48' · Ashari 37' · Rozemi 42' | Báo cáo |      |

| Trọng tài: Raghu Prasad (IND) Michihiko Watanabe (JPN) |

| 28 tháng 8 năm 2018 18:00 |

| Bangladesh | 0-5     | Pakistan                              |
| ---------- | ------- | ------------------------------------- |
|            | Báo cáo | Atiq 2', 48' · Ali 9', 25' · Shan 36' |

| Trọng tài: Javed Shaikh (IND) Gareth Greenfield (NZL) |

## Vòng cuối

### Vòng phân hạng

#### Trận tranh hạng 11
| 1 tháng 9 năm 2018 12:30 |

| Hồng Kông                         | 2–2     | Kazakhstan                                                   |
| --------------------------------- | ------- | ------------------------------------------------------------ |
| Iu 12' · Tso 55'                  | Báo cáo | Tashkeyev 21', 34'                                           |
| Loạt luân lưu                     |         |                                                              |
| Cheun · Iu · Chan · Monthong · Ho | 2–3     | Yelubayev · Mukhamadiyev · Dyussebekov · Tashkeyev · Urmanov |

| Trọng tài: Michihiko Watanabe (JPN) Hafiz Atif Latif (PAK) |

#### Trận tranh hạng 9
| 30 tháng 8 năm 2018 12:30 |

| Indonesia   | 1–2     | Thái Lan                       |
| ----------- | ------- | ------------------------------ |
| Prastyo 18' | Báo cáo | Kampanthong 23' · Boon-Art 28' |

| Trọng tài: Raghu Prasad (IND) Salim Lucky (BAN) |

#### Trận tranh hạng 7
| 30 tháng 8 năm 2018 15:00 |

| Sri Lanka                       | 2–5     | Oman                                                                |
| ------------------------------- | ------- | ------------------------------------------------------------------- |
| Sudusinghe 14' · Rathnayake 55' | Báo cáo | M. Al-Hasani 5' · Al-Fazari 23', 40' · Al-Shibli 29' · Shamaiaa 44' |

| Trọng tài: Gus Soteriades (USA) Narongtuch Subboonsung (THA) |

#### Trận tranh hạng 5
| 1 tháng 9 năm 2018 15:00 |

| Hàn Quốc                                                               | 7–0     | Bangladesh |
| ---------------------------------------------------------------------- | ------- | ---------- |
| Kim J 10' · Seo 15' · Jeong J 26' · Jang 27', 44' · Jung 33' · Lee 57' | Báo cáo |            |

| Trọng tài: Rawi Anbananthan (MAS) You Suolong (CHN) |

### Vòng tranh huy chương
|  | Bán kết         | Bán kết         |                       |       | Tranh huy chương vàng | Tranh huy chương vàng |
|  |                 |                 |                       |       |                       |                       |
|  | 30 tháng 8      |                 |                       |       |                       |                       |
|  |                 |                 |                       |       |                       |                       |
|  | Ấn Độ           | 2 (6)           |                       |       |                       |                       |
|  | Ấn Độ           | 2 (6)           | 1 tháng 9             |       |                       |                       |
|  | Malaysia (l.l.) | 2 (7)           |                       |       |                       |                       |
|  | Malaysia (l.l.) | 2 (7)           | Malaysia              | 6 (1) |                       |                       |
|  | 30 tháng 8      |                 | Malaysia              | 6 (1) |                       |                       |
|  |                 | Nhật Bản (l.l.) | 6 (3)                 |       |                       |                       |
|  | Pakistan        | Nhật Bản (l.l.) | 6 (3)                 | 0     |                       |                       |
|  | Pakistan        |                 |                       | 0     |                       |                       |
|  | Nhật Bản        | 1               |                       |       |                       |                       |
|  | Nhật Bản        | 1               | Tranh huy chương đồng |       |                       |                       |
|  |                 |                 |                       |       |                       |                       |
|  | 1 tháng 9       |                 |                       |       |                       |                       |
|  |                 |                 |                       |       |                       |                       |
|  | Ấn Độ           | 2               |                       |       |                       |                       |
|  | Ấn Độ           | 2               |                       |       |                       |                       |
|  | Pakistan        | 1               |                       |       |                       |                       |

#### Bán kết
| 30 tháng 8 năm 2018 17:30 |

| Ấn Độ | 2–2     | Malaysia                                                                                      |
| --- | ------- | --------------------------------------------------------------------------------------------- |
| Harmanpreet 33' · Varun 40'                                                                                               | Báo cáo | Faizal 39' · Razie 59'                                                                        |
| Loạt luân lưu |         |                                                                                               |
| Manpreet · Akashdeep · Dilpreet · S. V. Sunil · Harmanpreet · Harmanpreet · Akashdeep · Manpreet · Dilpreet · S. V. Sunil | 6–7     | Firhan · Tajuddin · Faizal · M. Hasan · Fitri · Firhan · Fitri · M. Hasan · Faizal · Tajuddin |

| Trọng tài: Gareth Greenfield (NZL) Kim Hong-lae (KOR) |

| 30 tháng 8 năm 2018 20:00 |

| Pakistan | 0–1     | Nhật Bản   |
| -------- | ------- | ---------- |
|          | Báo cáo | Yamada 18' |

| Trọng tài: Javed Shaikh (IND) Federico Garcia (URU) |

#### Tranh huy chương đồng
| 1 tháng 9 năm 2018 17:30 |

| Pakistan | 1–2     | Ấn Độ                          |
| -------- | ------- | ------------------------------ |
| Atiq 52' | Báo cáo | Akashdeep 3' · Harmanpreet 50' |

| Trọng tài: Ilanggo Kanabathu (MAS) Gareth Greenfield (NZL) |

#### Tranh huy chương vàng
| 1 tháng 9 năm 2018 20:00 |

| Malaysia                                                    | 6–6     | Nhật Bản                                                                        |
| ----------------------------------------------------------- | ------- | ------------------------------------------------------------------------------- |
| Razie 4' · Tajuddin 11', 12', 59' · Faizal 17' · Amirol 50' | Báo cáo | S. Tanaka 9' · Ke. Tanaka 23', 53' · Ka. Tanaka 52' · Yamasaki 58' · Ochiai 60' |
| Loạt luân lưu                                               |         |                                                                                 |
| Firhan · Faizal · M. Hasan · Tajuddin                       | 1–3     | Yamasaki · Ke. Tanaka · S. Tanaka · Ochiai · Murata                             |

| Trọng tài: Javed Shaikh (IND) Kim Hong-lae (KOR) |

## Số liệu thống kê

### Bảng xếp hạng cuối cùng
| Thứ hạng | Đội        |
| -------- | ---------- |
|          | Nhật Bản   |
|          | Malaysia   |
|          | Ấn Độ      |
| 4        | Pakistan   |
| 5        | Hàn Quốc   |
| 6        | Bangladesh |
| 7        | Oman       |
| 8        | Sri Lanka  |
| 9        | Thái Lan   |
| 10       | Indonesia  |
| 11       | Kazakhstan |
| 12       | Hồng Kông  |

     Đủ điều kiện tham dự Thế vận hội Mùa hè 2020 với tư cách là nước chủ nhà

### Cầu thủ ghi bàn
Đã có 302 bàn thắng ghi được trong 37 trận đấu, trung bình 8.16 bàn thắng mỗi trận đấu.
15 bàn thắng
- Jang Jong-hyun

13 bàn thắng
- Akashdeep Singh
- Rupinder Pal Singh

10 bàn thắng
- Harmanpreet Singh
- Razie Rahim

9 bàn thắng
- Mandeep Singh

8 bàn thắng
- Kazuma Murata
- Faizal Saari
- Muhammad Atiq

6 bàn thắng
- Dilpreet Singh
- Lalit Kumar Upadhyay
- Jung Man-jae
- Kim Jung-hoo
- Ali Shan
- Muhammad Toseeq Arshad

5 bàn thắng
- Kenta Tanaka
- Seo In-woo
- Abu Bakar Mahmood
- Mubashar Ali

4 bàn thắng
- Simranjeet Singh
- Vivek Sagar Prasad
- Koji Yamasaki
- Jeong Jun-woo
- Shahril Saabah
- Tengku Ahmad Tajuddin
- Muhammad Irfan
- Sandaruwan Sudusinghe

3 bàn thắng
- Ashraful Islam
- Amit Rohidas
- Manpreet Singh
- S.V. Sunil
- Varun Kumar
- Hirotaka Zendana
- Yermek Tashkeyev
- Firhan Ashaari
- Nik Aiman Nik Rozemi
- Ajaz Ahmad
- Muhammad Dilber
- Muhammad Umar Bhutta
- Kim Seong-kyu

2 bàn thắng
- Md Khorshadur Rahman
- Felix Iu Chi Him
- Chinglensana Singh
- Alfandy Prastyo
- Kaito Tanaka
- Kentaro Fukuda
- Shota Yamada
- Aman Yelubayev
- Amirul Aideed
- Faiz Helmi Jali
- Meor Azuan Hasan
- Asaad Mubarak Al-Qasmi
- Ammaar Juma Salim Al-Shaaibi
- Muhanna Al-Hasani
- Qasim Al-Shibli
- Muhammad Rizwan Ali
- Yang Ji-hun
- Anuradha Rathnayake
- Ishanka Doranegala
- Borirak Harapan
- Thanakrit Boon-Art

1 bàn thắng
- Arshad Hossain
- Fazla Rabby
- Mainul Islam
- Mamunur Rahman Chayan
- Milon Hossain
- Rashel Mahmud
- Gabriel Tsoi
- Siu Chun Ming
- Tso Tsz Fung
- Surender Kumar
- Ardam
- Astri Rahmad
- Richard Aunalal
- Wahid Hakim
- Genki Mitani
- Hiromasa Ochiai
- Manabu Yamashita
- Seren Tanaka
- Yoshiki Kirishita
- Ilgam Abdulabayev
- Maxat Zhokenbayev
- Azri Hassan
- Fitri Saari
- Joel van Huizen
- Nabil Fiqri
- Syed Syafiq Syed Cholan
- Khalid Al-Shaaibi
- Mahmood Bait Shamaiaa
- Rashad Al-Fazari
- Junaid Manzoor
- Bae Jong-suk
- Hwang Tae-il
- Hwang Weon-ki
- Lee Jung-jun
- Rim Jin-kang
- Lahiru Panthie
- Seksit Samoechai
- Thanop Kampanthong

Nguồn: FIH